# Hylaeus nippon
Hylaeus nippon là một loài Hymenoptera trong họ Colletidae. Loài này được Hirashima mô tả khoa học năm 1977.